# Tegula de València
La Tègula de València és un itinerari epigràfic localitzat a València al 1727, en què antigament es trobava la porta d'accés al barri de la Xerea i destruït al poc de temps del seu descobriment.

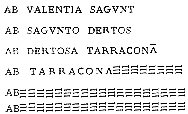
Reproducció de la inscripció de la Tègula de València

## Descobriment i transmissió
Agustín de Sales (Valjunquera, Aragó, 1707-València, 1774), cronista de València, és qui ens facilita les primeres notícies de la tègula i una còpia de les seues inscripcions en un fullet editat el 1766, del qual després també donarà referència Fidel Fita en el Butlletí de la Reial Acadèmia de la Història.

## Altres fonts antigues per a l'estudi de les calçades romanes
- Itinerari d'Antoní
- Vasos Apol·linars
- Tabula Peutingeriana